# Mielno (jezioro w gminie Radowo Małe)
Mielno – jezioro na Pojezierzu Ińskim, położone w gminie Radowo Małe, w powiecie łobeskim, w woj. zachodniopomorskim. 
Powierzchnia zbiornika wynosi według różnych źródeł od 10,13 ha do 12,0 ha. Maksymalna głębokość jeziora sięga 10,0 m.
Mielno w typologii rybackiej jest jeziorem karasiowym.
Przez jezioro przepływa dopływ z Jeziora Koniego, który wypływa od południowego brzegu i uchodzi do Reskiej Węgorzy.
W 1955 roku zmieniono urzędowo niemiecką nazwę jeziora – Möllen-See, na polską nazwę – Miałeczno. W 2006 roku Komisja Nazw Miejscowości i Obiektów Fizjograficznych w wykazie hydronimów przedstawiła nazwę Mielno. Na Pojezierzu Ińskim a zarazem w powiecie łobeskim jest jeszcze jedno jezioro o nazwie Mielno.
Wzdłuż wschodniego brzegu jeziora biegnie granica między gminą Radowo Małe a gminą Łobez.
Ok. 1,2 km na północ od jeziora leży wieś Dobieszewo.